# روچستر هیلز (میشیگان)
روچستر هلیز، میشیگان (به انگلیسی: Rochester Hills, Michigan) یک شهر در ایالات متحده آمریکا با جمعیت ۷۰٬۹۹۵ نفر است که در میشیگان واقع شده‌است.